# Билертан
Билертан (њем. Bühlertann) општина је у њемачкој савезној држави Баден-Виртемберг. Једно је од 30 општинских средишта округа Швебиш Хал. Према процјени из 2010. у општини је живјело 3.136 становника. Посједује регионалну шифру (AGS) 8127012.

## Географски и демографски подаци
Билертан се налази у савезној држави Баден-Виртемберг у округу Швебиш Хал. Општина се налази на надморској висини од 376 метара. Површина општине износи 23,6 km². У самом мјесту је, према процјени из 2010. године, живјело 3.136 становника. Просјечна густина становништва износи 133 становника/km².